# Kanton Saint-Pierreville
Kanton Saint-Pierreville (fr. Canton de Saint-Pierreville) je francouzský kanton v departementu Ardèche v regionu Rhône-Alpes. Skládá se z devíti obcí.

## Obce kantonu
- Albon
- Beauvène
- Gluiras
- Issamoulenc
- Marcols-les-Eaux
- Saint-Étienne-de-Serre
- Saint-Julien-du-Gua
- Saint-Pierreville
- Saint-Sauveur-de-Montagut